# Centrale snijtand
Het volwassen, menselijk gebit telt vier centrale snijtanden, één in ieder kwadrant. Zoals de naam al zegt, dienen snijtanden om voedsel af te "snijden" tijdens het kauwen. Om deze functie te kunnen vervullen hebben centrale snijtanden een relatief scherpe snijrand. De centrale snijtanden zijn meestal de eerste tanden van het volwassen gebit die in de mond verschijnen (in het 6e à 7e levensjaar) en wel ter vervanging van de centrale melksnijtanden.

## Bovenste en onderste centrale snijtanden
Van alle tanden zijn de bovenste centrale snijtanden meestal het best zichtbaar. Dit komt niet alleen door de locatie in het gebit (voor in de mond en dicht bij het midden van het gezicht) maar ook door de grote oppervlakte van de tanden. De onderste centrale snijtanden zijn veel kleiner en staan ten opzichte van de bovenste tanden doorgaans een paar millimeter naar achteren. Als deze afstand groter is (de onderkaak staat te ver naar achter, of de bovenkaak staat te ver naar voren), spreekt men in de tandheelkunde van een
overbeet. Deze afwijking komt van nature vaak voor, maar kan ook veroorzaakt worden door het zuigen op de duim. Vooral de centrale snijtanden worden hierdoor uit hun oorspronkelijke positie gedrukt. Het omgekeerde kan ook het geval zijn; dit heet een onderbeet. Deze afwijkingen kunnen worden gecorrigeerd door een orthodontist, met behulp van een buitenbeugel.

## Internationale tandnummering
Om onduidelijkheid te voorkomen geeft de internationale tandnummering alle tanden in het menselijke gebit een nummer. Deze nummers hebben betrekking op het kwadrant waarin de tand staat (aangegeven met tientallen) en hoe ver de tand normaliter van het midden staat (eenheden). Hieronder zijn de nummers van de centrale snijtanden gegeven (in een volwassen gebit). In een melkgebit wijkt de tandnummering af.
- Rechtsboven: 11
- Linksboven: 21
- Linksonder: 31
- Rechtsonder: 41